# Via Val di Lamona
Via Val di Lamona è una strada del centro storico di Firenze, che va dalla piazza del Mercato Nuovo (canto del Saggio) a via Pellicceria. Per quanto centralissima, la via appare stretta e defilata tra arterie più grandi e trafficate, tuttavia rappresenta un raro luogo superstite della Firenze medievale nella zona pesantemente interessata dal Risanamento ottocentesco.

## Storia

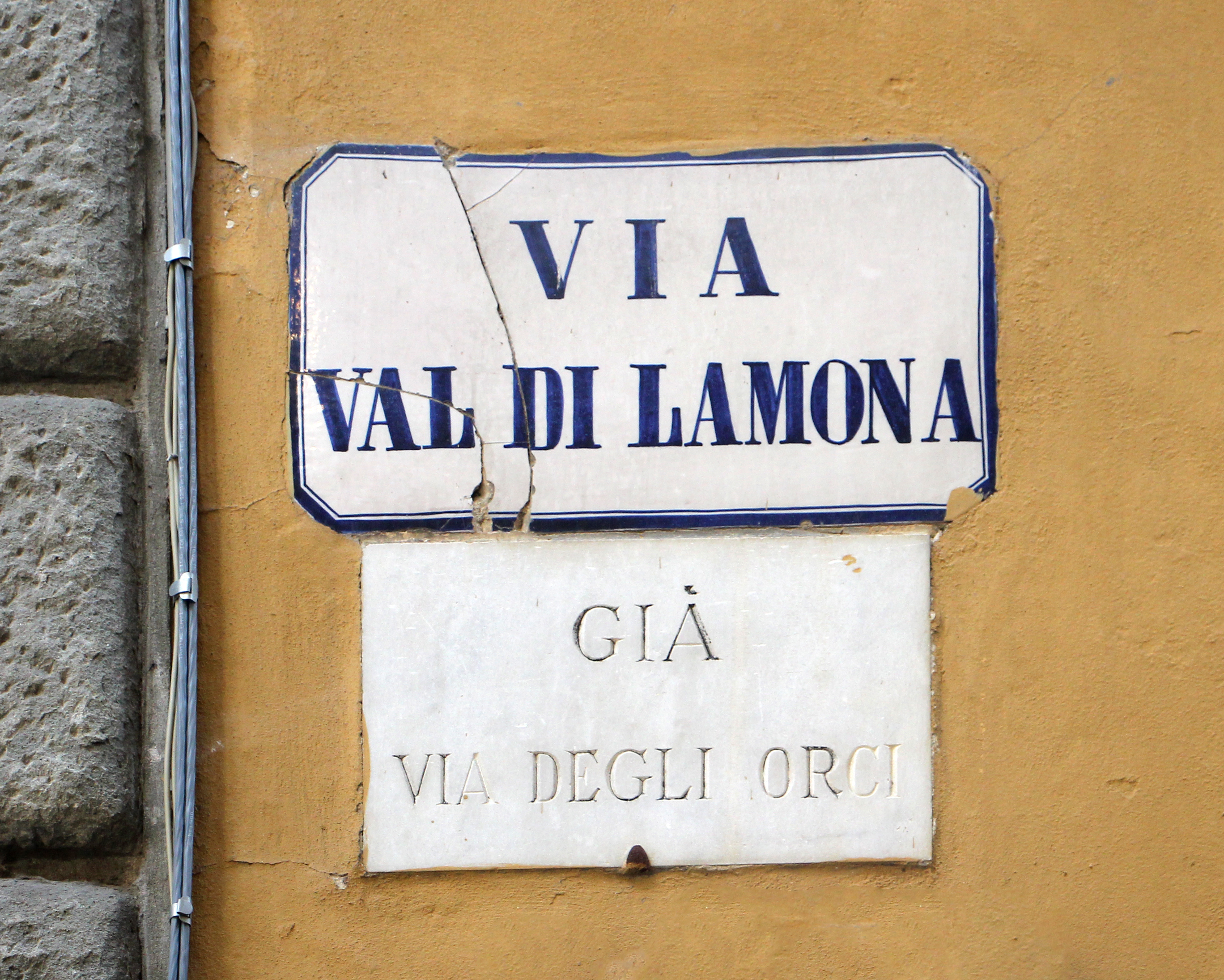
Lapidi coi nomi della strada

Il nome della strada è attestato al 1550-1551, e forse ricordava gli sfortunati eventi tra le milizie fiorentine e quelle milanesi di Filippo Maria Visconti nella valle del Lamone, in Alto Mugello al confine con la Romagna, dove perse la vita uno dei comandanti dei Fiorentini, il quindicenne rampollo Oddo Fortebracci, forse dietro un agguato ordito dall'altro comandante, Niccolò Piccinino. La ragione della dedica a un evento militare in questa zona si può spiegare col fatto che presso la loggia del Mercato Nuovo stazionasse in tempo di guerra il carroccio della Repubblica attorno al quale si adunavano le milizie richiamate dal suono della martinella. 
Nel 1731 la strada è invece ricordata come via degli Orci, probabilmente per la vendita di vasi e altri contenitori in terracotta connessa alle attività del mercato Nuovo. Nell'Ottocento fu ridato alla strada il nome antico, ufficializzato nel 1870.

## Descrizione
Sulla strada si affacciano i prospetti secondari della Casa Nevaldini e della Casa del Saggio (lato piazza del Mercato Nuovo) e, verso via Pellicceria, della casa dell'Accademia della Crusca e della casa Santucci. Queste ultime due sono congiunte da secoli da un cavalcavia, di cui si ignora l'originaria funzione: tuttavia va ricordato che in questa zona i vicoli erano spesso attraversati da archi e strutture simili perché questi edifici di origine molto antica si sostenevano l'un l'altro, come ancora oggi si vede in alcuni vicoli del centro storico come il chiasso Baroncelli o il chiasso Ricasoli. Sotto questo cavalcavia si trova un affresco frammentario con Cristo in pietà nel sepolcro con alle spalle la croce e le fruste della flagellazione, opera pregevole del XIV secolo riferita alla bottega di Taddeo Gaddi. La scritta in greco riporta Agios o Theos, il "Dio santo".

## Note

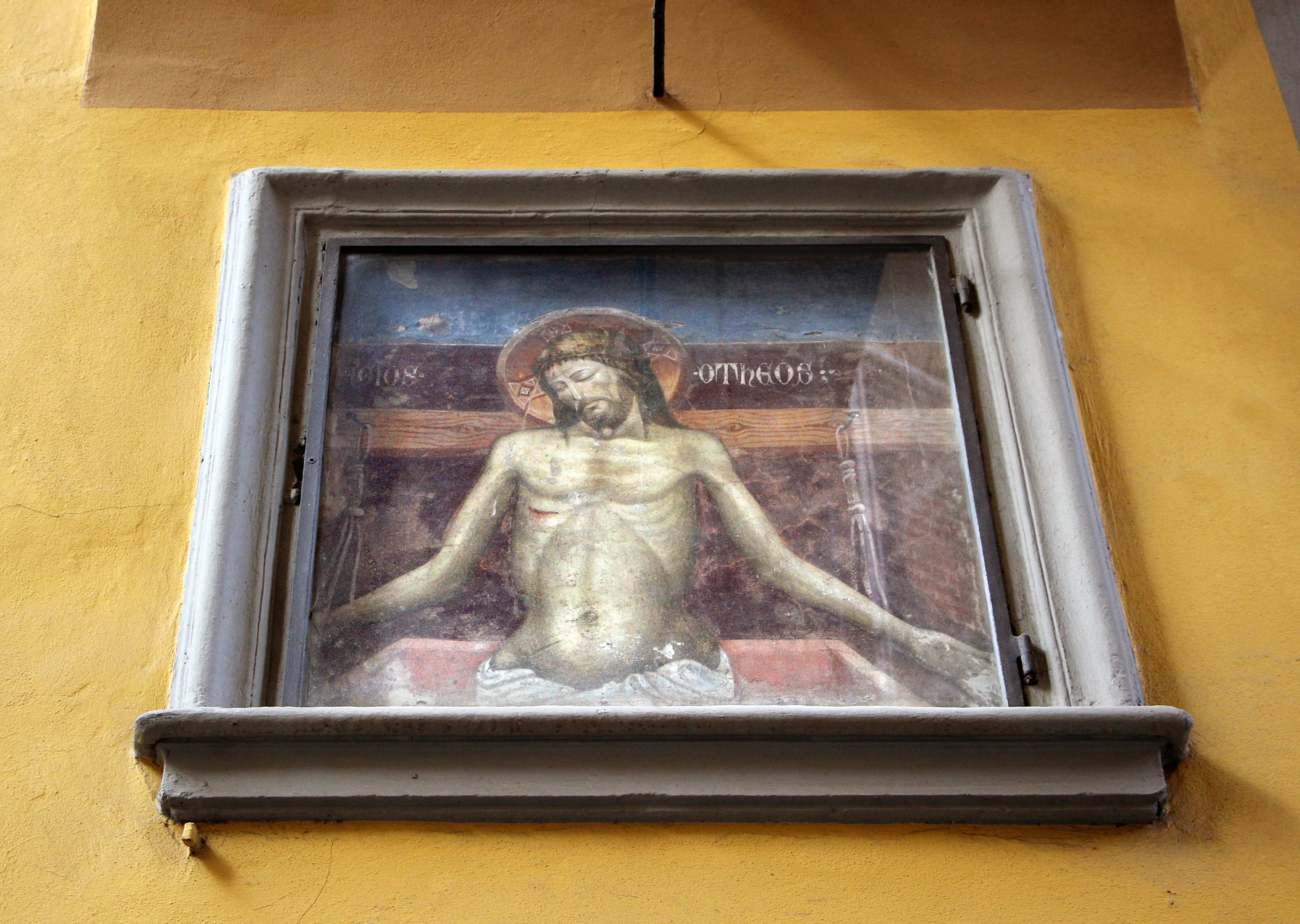
Il tabernacolo

### Edifici
| Immagine | N°                 | Nome                             | Descrizione |
| -------- | ------------------ | -------------------------------- | --- |
|          | 1r-3r-5r-7r-9r-11r | Casa Nevaldini                   | Si tratta di un edificio ottocentesco che ingloba, al piano terreno, alcune strutture antiche, soprattutto lungo via Val di Lamona. In epoca remota erano qui case e palazzi dei Giandonati, devastate dai Ghibellini dopo la battaglia di Montaperti. Più tardi la proprietà di questo ceppo di case fu divisa fra i De Nobili e i Levaldini o Nevaldini. Nel 1406, Cristoforo di Bartolommeo Levaldini o Nevaldini lasciò all'Arte del Cambio due case e botteghe in Mercato Nuovo, col semplice obbligo che ogni anno, nel giorno di san Jacopo, i Consoli dell'Arte si recassero a fare offerta alla cappella dei Nevaldini in san Firenze. L'Arte però mantenne per breve tempo il possesso di queste due case, e nel 1490 ne vendé una a Francesco di Lorenzo, filatore, e l'altra a Francesco di Ceo, tessitore. L'edificio guarda oggi la piazza con un fronte di cinque assi sviluppati per quattro piani, frutto di un intervento di riconfigurazione condotto attorno al 1855 su progetto degli architetti Felice Francolini e Telemaco Buonaiuti, nell'ambito di un più ampio intervento di rettificazione dei tracciati stradali attorno al Mercato Nuovo. L'ampio loggiato che conclude la fabbrica, non presente nel progetto di riduzione e ricostruzione conservato presso l'Archivio Storico del Comune di Firenze, è da considerarsi più tardo. Alle estremità della facciata sono due scudi di pietra, quello a sinistra dell'Arte del Cambio, con i fiorini d'oro su fondo un tempo rosso, a destra con l'arme dei Nevaldini (al leone e alla banda attraversante caricata di tre stelle a otto punte). Sul lato di via Val di Lamona è una successione di grandi archi che qualificano il piano terreno. |
|          | 2-4                | Casa del Saggio                  | Era qui - come peraltro documenta la denominazione del canto - la sede del Saggio, cioè il luogo dove si verificava sia la caratura, sia il peso e conio delle monete, sia la qualità della merce contrattata nel vicino mercato (saggio della mercanzia). L'edificio doveva essere interessante non tanto per la sua costruzione quanto per gli ornamenti che vi furono fatti all'esterno. Fra le altre cose vi era stato collocato un orologio immaginato ed eseguito da Lorenzo della Volpaia e del quale gli storici narrano cose meravigliose, benché fosse assai complicato. Segnava le ore, gli anni, l'ingresso dei solstizi e degli equinozi, ed era ricchissimo di decorazioni. Quando la Mercanzia trasferì altrove gli Ufficiali del Saggio, ai primi del XVI secolo, l'edificio passò a privati e perse le sue decorazioni. Attualmente l'edificio, nonostante questa ricca storia, appare di carattere sufficientemente anonimo. Sul portale al n. 2 compare uno stemma vuoto, forse un tempo dipinto, databile all'intervento del 1931. |
|          | 8r-10r-12r         | Casa Santucci                    | Per quanto l'edificio si sviluppi in profondità su via Pellicceria con un corpo di fabbrica leggermente più basso di quello che prospetta su via Porta Rossa, presenta su questa il fronte principale, eretto a formare una quinta scenografica di tre assi, con al terreno e al piano nobile aperture affiancate da pilastri con ricchi capitelli corinzi. Oltremodo ornati anche i due ricorsi, il primo con plastiche girali d'acanto, il secondo con un motivo a meandro. "Fabbricato alla fine del secolo scorso dall'ing. Gustavo Marianini, questo edificio in stile rinascimentale, con pilastri corinzi e terrazza a squadra, è simile ad un'alta quinta le cui dimensioni sovvertono i rapporti altimetrici esistenti un tempo con la vicina loggia del Mercato Nuovo". Su via Val di Lamona - dove è un corridore su un ampio arco a collegare l'edificio con la vicina casa dell'Accademia della Crusca - è un tabernacolo con un affresco tre quattrocentesco raffigurante l'Ecce Omo. I fronti sono stati recentemente ritinteggiati e l'edificio appare in buono stato di conservazione. |
|          | 13r-15r            | Casa dell'Accademia della Crusca | Nel Duecento era qui una casa appartenente ai Cavalcanti, venduta nel 1433 al Monte del Comune, dal quale forse l'ebbero gli accademici della Crusca. Nell'Ottocento l'edificio venne rimaneggiato, determinando le forme attuali (cinque piani organizzati su quattro assi), e fornito di un lungo balcone a correre per l'intera larghezza dell'edificio, sorretto da mensole in pietra che ne ricordano le più antiche origini. Al terreno sono ampi brani di bozze regolari di pietra, che affiorano sulle superfici ora intonacate, in parte restituendo il profilo della successione degli antichi archi. Sul fronte dal lato del vicolo della Seta, è una memoria, posta dal Municipio di Firenze nel 1882, che ricorda come qui, gli accademici della Crusca "dal 1590 al 1612 compilarono il primo vocabolario della lingua italiana". |